# Daniel Collête
Almir Daniel Pimentel, mais conhecido como Daniel Collête (Nilópolis, 29 de Setembro de 1963) é um intérprete de sambas-enredo brasileiro, considerado um dos maiores do Carnaval de São Paulo na atualidade, por sua voz potente.

## Biografia
Ritmista da Beija-flor entre 1977 e 1992, tornou-se um dos diretores de bateria da azul e branco com a chegada do Mestre Odilon. Permaneceu até 1995 e, para 1996, acompanhou Odilon na Santa Cruz.
Seu encontro com o carnaval de SP ocorreu na gravação do disco de sambas-enredo de 1997. Juntamente com o consagrado diretor de bateria carioca, gravou as percussões e começou a circular nas quadras de SP, firmando-se como apoio de Royce do Cavaco, na X-9 Paulistana, em 1998 e 1999.
De 2000 a 2007, foi o interprete oficial da escola de samba Mocidade Alegre, imortalizando os gritos de guerra "Alô você", "Maraviiiilha" e "bate no peito e diz". em 2003, lançou moda ao ir para o sambódromo vestido de acordo com o enredo. Na ocasião, sua escola apresentou um enredo falando das tradições iorubás, e ele desfilou e cantou o samba vestido com trajes típicos africanos, sendo vice-campeão.
No ano seguinte, sua escola foi campeã, no ano em que todas elas prestaram uma homenagem à cidade de São Paulo em seus enredos.
Nos anos seguintes, seguiram-se boas colocações, até que em 2007, Daniel surpreende o público novamente ao apresentar-se vestido de palhaço num enredo que falava sobre o riso, sendo a Mocidade novamente campeã.
Pouco após o Carnaval, Daniel Collête assinou contrato para 2008 com a X-9 Paulistana. Em 2009, manteve-se na X-9 apresentando um belo carnaval em que veio fantasiado de acordo com o enredo, que falava sobre a amazônia. Em 2010, veio ao Anhembi cantando "Portugal", novamente com a X-9, obtendo o 9° lugar com a escola. E, dias depois do carnaval, foi anunciada a sua saída da X-9 como interprete.
No dia 12 de março de 2010 o interprete fechou contrato com a escola Dragões da Real, participando do desfile campeão do Grupo de Acesso de 2011 e continuando, na mesma em 2012.. Além de estar no Carnaval de Porto Alegre, na Apito de Ouro. Em 2013, além de continuar na Dragões e Apito de Ouro, estará na Samuca, de Rio Claro. Para o ano de 2016, o presidente do GRCES Dragões da Real, Renato Rodrigues (Tomate), confirmou que o intérprete permanecerá com o microfone principal da escola. Será o 6º carnaval consecutivo. 
Para o carnaval 2017, Daniel Comandará o carro de som da Leandro De Itaquera
Daniel após o desfile, anuncia a sua saída da então Leandro de Itaquera para assumir o comando do carro de som da Pérola Negra para o carnaval de 2018 (até então comandado por Juninho Branco desde 2016)  para o carnaval de 2018. em 2019 estreia no Carnaval Carioca, pela Unidos de Bangu e retornando em 2021, agora pela Unidos da Ponte e chegou a ser anunciado pela Unidos da Ponte, mas a direção da escola e o intérprete optaram por não prosseguirem o contrato.